# Gūshalān
Gūshalān (persiska: گوشَلان, گُّشلَن, گوشِلان, گوشلان) är en ort i Iran.   Den ligger i provinsen Hamadan, i den nordvästra delen av landet, 300 km väster om huvudstaden Teheran. Gūshalān ligger 2 083 meter över havet och antalet invånare är 277.
Terrängen runt Gūshalān är huvudsakligen kuperad, men norrut är den platt. Terrängen runt Gūshalān sluttar norrut. Runt Gūshalān är det ganska tätbefolkat, med 86 invånare per kvadratkilometer. Närmaste större samhälle är Pasragad Branch, 15,0 km öster om Gūshalān. Trakten runt Gūshalān består i huvudsak av gräsmarker.